# Paniis (Maja, Majalengka)
Paniis is een bestuurslaag in het regentschap Majalengka van de provincie West-Java, Indonesië. Paniis telt 3543 inwoners (volkstelling 2010).